# Poängbogey
Poängbogey är ett spelsätt i golf som går ut på att spelaren får poäng för sina prestationer. Det går att antingen spela med eller utan handicap.
Spelar man utan handicap, så kallat brutto, ges poäng på följande sätt:
| Resultat                 | Poäng |
| ------------------------ | ----- |
| Två över par eller sämre | 0     |
| Ett över par (bogey)     | 1     |
| Par                      | 2     |
| Ett under par (birdie)   | 3     |
| Två under par (Eagle)    | 4     |
| och så vidare            |       |

Har man slagit två över par på hålet behöver man inte håla ut, ett så kallat katastrofhål.
Spelare med handicap får lägga på slag motsvarande sin handicap enligt vanliga handicapregler och de slopetabeller som gäller på respektive golfbana. Detta gör att exempelvis en spelare med exakt handicap 5,2 kan få sju extraslag att lägga på banans hål med index 1-7. Om spelaren på ett av dessa hål med extraslag gör en bogey är det samma som ett nettopar. Enligt tabellen ovan får spelaren då två poäng.
Poängbogey har också den fördelen att om det går dåligt är det ok att plocka upp bollen och stryka hålet eftersom man aldrig kan få minuspoäng. Detta eliminerar risken att ett katastrofhål förstör rundan som är risken vid slagtävling. Därför är poängbogey främst vanlig bland spelare med något högre handicap.
Spelsättet har på senare år i Sverige fått konkurrens av slaggolf, som bygger på ett liknande system, men som ska vara lättare att räkna med.
Poängbogey används alltid när man ska justera sin handicap, oavsett vilken spelform man spelade för tillfället.
I engelsktalande länder kallas poängbogey Stableford.
Specialregler som gäller för poängbogey regleras i regel 32 i golfreglerna.